# 愛LOVEジュニア
『愛LOVEジュニア』（あいラブジュニア）は、1996年4月8日から1998年9月28日までテレビ東京系列局で放送されていたテレビ東京製作のバラエティ番組である。全128回。

## 放送時間
いずれも日本標準時。当時テレビ東京が編成していたロッテの一社提供枠『ロッテスーパーコミュニケーション』で放送されていた。
- 月曜 19:00 - 19:30 （1996年4月8日 - 1996年9月30日）
- 月曜 18:30 - 19:00 （1996年10月7日 - 1998年9月28日）

## 出演者

### 司会
- 内海光司

### レギュラー
- ジャニーズJr.
  - 滝沢秀明
  - 今井翼
  - 大野智
  - 櫻井翔
- ウクレレ君
- ほか

## スタッフ
- 構成：内田英一、あべあきら、野中浩之、石井隆之

## コーナー
天むすロシアンルーレット
イントロDEドン
ラップDEクッキング
ZOKKONちゃん
ボクシング講座
借り物しりとり
こちょこちょイヤーン
ジュニアサウンドストーリー
DJカウントダウン
城山Jrハイスクール
ジュニア・ホームラン・バトル
2チームに分かれ、どちらがたくさんホームランを打つことができるかを競う。
Jr.サウンド・ストーリーⅡ
最新ヒット曲をBGMにJr.がショート・ドラマを熱演する。